# Michał Sokołowski (ur. ok. 1758)
Michał Sokołowski herbu Pomian (ur. ok. 1758) – starosta kowalski w latach 1783-1794.
W 1779 roku został szambelanem królewskim, zapewne dzięki koneksjom rodzinnym. Podobnie jak jego kuzyn Serafin Rafał Sokołowski należał do zwolenników króla polskiego. Podczas obrad kujawskiego sejmiku poselskiego w Radziejowie 16 stycznia 1780 roku podpisał wraz z bratem Wojciechem manifest stronników Stanisława Augusta. W styczniu 1783 objął starostwo kowalskie wraz z wójtostwem, po cesji dokonanej przez Stanisława Dąbskiego. Poseł na sejm 1784 roku z województwa inowrocławskiego. W 1786 odznaczony Orderem Świętego Stanisława.
Pomoc udzielona Sokołowskiemu przez króla w ostrym sporze, w który wdał się jako starosta z Żydami i mieszczanami kowalskimi oraz nadanie mu królewszczyzny Kruszyn mobilizowały go do działania zgodnego z interesami dworskimi na sejmiku zwołanym 14 lutego 1792 w Radziejowie, któremu marszałkował. Obrady przebiegały po myśli monarchy również dzięki interwencji sekretarza królewskiego Serafina Rafała Sokołowskiego oraz ówczesnego wojewody inowrocławskiego. Ostatecznie sejmik wysłał do króla delegację z podziękowaniem za uchwalenie konstytucji. Nie doszło jednak do złożenia przez szlachtę przysięgi wierności wobec Ustawy Rządowej, do której stan ten miał na Kujawach na ogół niechętne nastawienie. Michał Sokołowski był jednym z nielicznych Kujawian, którzy przyczynili się do propagowania konstytucji 3 maja. 6 marca 1792 roku otrzymał Order Orła Białego.
W sierpniu 1794 należał do wąskiego grona szlachty kujawskiej przygotowującego wybuch powstania wielkopolskiego. Po zdobyciu Włocławka 22 sierpnia został członkiem lokalnych władz powstańczych. W lipcu 1797 został skazany na 1200 talarów grzywny za udział w powstaniu. Nie udało się ustalić daty jego śmierci.
Był najstarszym synem chorążego kruszwickiego Adama i Elżbiety z Żychlińskich, bratem Wojciecha oraz Kazimierza. Z Ludwiką z Radoszewskich miał pięciu synów: Piotra, Jana Kantego, Józefa, Sylwestra, Aleksandra Wincentego i Lamberta oraz córkę Teklę Zofię.